# Takamura Kōtarō

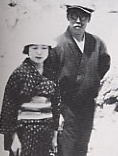
Takamura Kōtarō mit seiner Frau Chieko

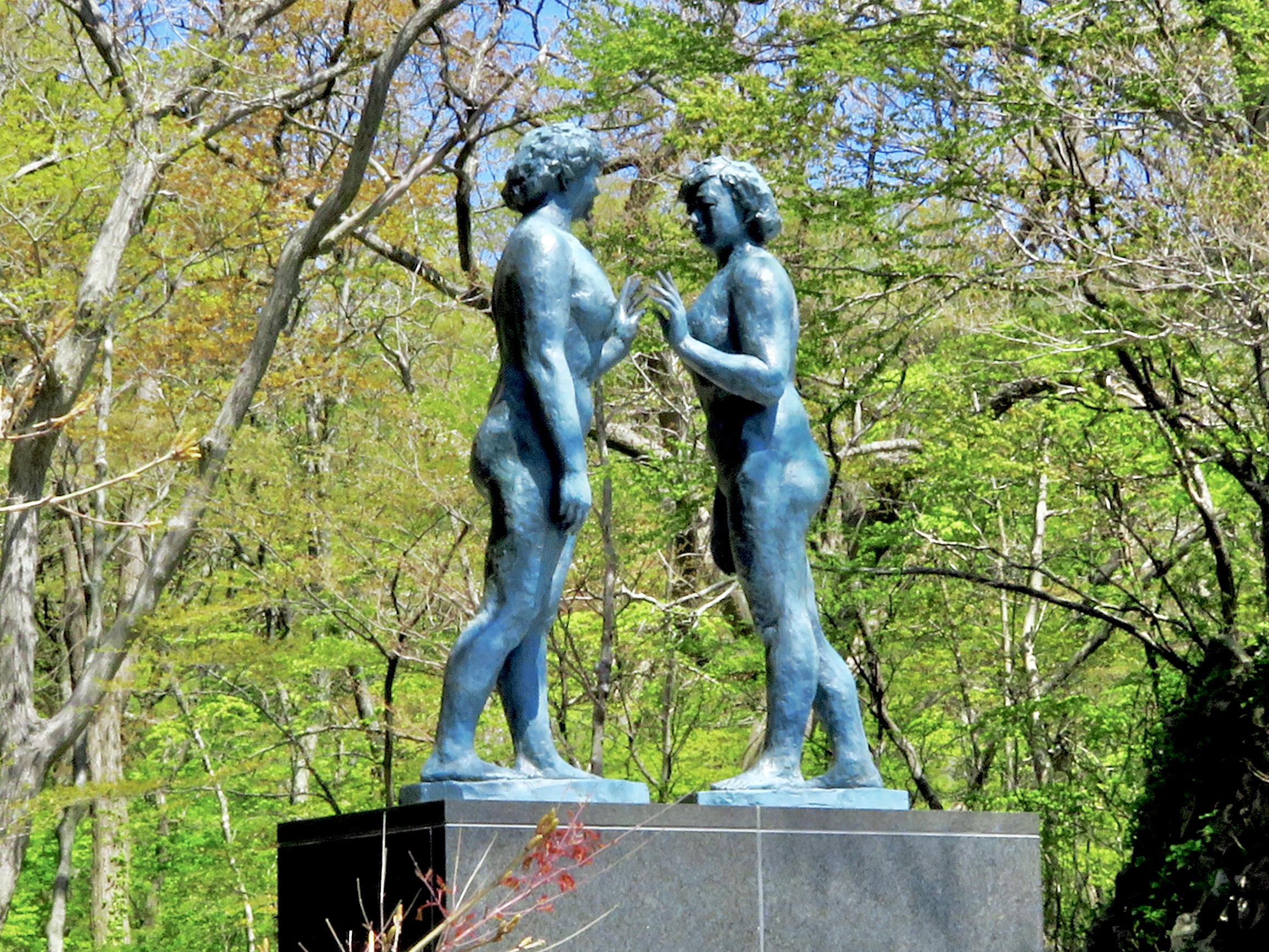
Statuen am Towada-See

Takamura Kōtarō (japanisch 高村 光太郎; * 13. März 1883 in Tokio; † 2. April 1956 ebenda) war ein japanischer Bildhauer, Lyriker und Essayist.

## Leben
Takamura wurde von seinem Vater Takamura Kōun zunächst in dessen Atelier, später an der Kunsthochschule in Tokio zum  Bildhauer ausgebildet. 1906 reiste er in die USA, wo er seinen lebenslangen Freund Ogiwara Rokuzan kennenlernte, später über London nach Paris. Hier las er die Gedichte Charles Baudelaires und Émile Verhaerens und wurde begeisterter Anhänger der Bildhauerei Auguste Rodins.
Mit dem Essay Midoriiro no taiyō (緑色の太陽, „Grüne Sonne“), den er nach seiner Rückkehr nach Japan 1910 veröffentlichte, wurde er zum ersten Fürsprecher des Impressionismus in Japan. 1914 heiratete er die Malerin und Dichterin Takamura Chieko. Im gleichen Jahr erschien der Gedichtband Dōtei (道程). Es war die erste von sechs Gedichtsammlungen, die um seine Frau Chieko kreisten, bei der sich 1928 erste Zeichen von Schizophrenie zeigten und die zehn Jahre später starb. 1929 zerbrach ihre Ehe. Eine Auswahl der Gedichte erschien 1941 in der Sammlung Chieko shō (智恵子抄).
Während des Zweiten Weltkrieges engagierte sich Takamura in der Patriotischen Literarischen Assoziation und wurde deshalb nach 1945 u. a. von dem Kritiker Odagiri Hideo als Kriegsverbrecher angegriffen. Er zog sich daraufhin mehrere Jahre nach Nordjapan zurück. 1950 veröffentlichte er als Resümee die Gedichtsammlung Tenkei (典型), danach die aus zwanzig autobiographischen Gedichten bestehende Sammlung Angu shōden (暗愚小伝). Nach sieben Jahren kehrte er nach Tokio zurück, um ein Frauenpaar in Bronze zu schaffen, das 1954 am Ufer des Towada-Sees im Norden Honshūs aufgestellt wurde.
Neben seiner Tätigkeit als Dichter und Bildhauer trat Takamura auch als Übersetzer der Schriften Rodins und von Gedichten Verhaerens, Walt Whitmans und anderer sowie als Essayist hervor. Unter den Essays, die er zuerst in englischer Sprache veröffentlichte, sind besonders The Latter Half of Chieko’s Life über das lyrische Werk seiner Frau und A Last Glance at the Third Ministry of Education Art Exhibition, eine scharfzüngige Abrechnung mit dem modernen Kunstbetrieb, zu nennen.
Zu seinen Ehren wird seit 1958 der Takamura-Kōtarō-Preis in den beiden Kategorien Plastik und Lyrik verliehen.